# 丛毛鹿角藤
丛毛鹿角藤（学名：Chonemorpha floccosa）是夹竹桃科鹿角藤属的植物，为中国的特有植物。分布于中国大陆的广西等地，多生在山地杂木林中，目前尚未由人工引种栽培。